# Kráľovičove Kračany
Kráľovičove Kračany, do roku 1948 Kráľovicove Korčany (maďarsky Királyfiakarcsa), je obec v okrese Dunajská Streda na jihozápadě Slovenska. Leží na Žitném ostrově.

## Místní části
- Etreho Kračany
- Jastrabie Kračany
- Kľúčiarove Kračany
- Kráľovičove Kračany
- Lesné Kračany

Damazérske Kračany jsou součástí Lesných Kračan.

## Historie
První písemná zmínka o území Karchany, na které se současná obec nachází, pochází z roku 1215. Do roku 1918 bylo území obce součástí Uherska. Na základě první vídeňské arbitráže bylo v letech 1938 až 1945 součástí Maďarska. Současná obec vznikla v roce 1940 sloučením dříve samostatných sídel, která se stala místními částmi jedné obce.
Při sčítání lidu v roce 2011 žilo v obci 1039 obyvatel, z toho 833 Maďarů, 161 Slováků, sedm Čechů, dva Poláci a jeden Němec a Rom; jeden obyvatel byl z jiné etnické skupiny. 33 obyvatel nepodalo žádné informace.

## Pamětihodnosti
- Bartalovský zámeček v Domazérskych Kračanech – dvoupodlažní dvoutraktová klasicistní stavba, postavená v letech 1841 až 1849. Architektem zámečku byl Anton Truman z Vídně. Zámeček prošel úpravami na přelomu 19. a 20. století a pak v roce 1956 a v roce 1975. V současnosti je zde sociální ústav. Zámeček se nachází v areálu rozsáhlého památkově chráněného krajinářského parku.[3]
- Římskokatolický kostel sv. Josefa (v části Kľúčiarove Kračany) – jednolodní klasicistní stavba z roku 1840.[4]
- Památkově chráněný venkovský dům (č.p.111).

## Osobnosti
- György Bartal (1785–1865), uherský právník, politik, člen Maďarské akademie věd
- György Bartal (1820–1875), uherský politik